# Liste der Baudenkmale in Quakenbrück
In der Liste der Baudenkmale in Quakenbrück sind alle Baudenkmale der niedersächsischen Gemeinde Quakenbrück aufgelistet. Die Quelle der Baudenkmale ist der Denkmalatlas Niedersachsen. Der Stand der Liste ist der 10. September 2022.

## Allgemein
In den Spalten befinden sich folgende Informationen:
- Lage: die Adresse des Baudenkmales und die geographischen Koordinaten. Kartenansicht, um Koordinaten zu setzen. In der Kartenansicht sind Baudenkmale ohne Koordinaten mit einem roten Marker dargestellt und können in der Karte gesetzt werden. Baudenkmale ohne Bild sind mit einem blauen Marker gekennzeichnet, Baudenkmale mit Bild mit einem grünen Marker.
- Bezeichnung: Bezeichnung des Baudenkmales
- Beschreibung: die Beschreibung des Baudenkmales. Unter § 3 Abs. 2 NDSchG werden Einzeldenkmale und unter § 3 Abs. 3 NDSchG Gruppen baulicher Anlagen und deren Bestandteile ausgewiesen.
- ID: die Objekt-ID des Baudenkmales
- Bild: ein Bild des Baudenkmales, ggf. zusätzlich mit einem Link zu weiteren Fotos des Baudenkmals im Medienarchiv Wikimedia Commons. Wenn man auf das Kamerasymbol klickt, können Fotos zu Baudenkmalen aus dieser Liste hochgeladen werden:

## A
| Lage                                                 | Bezeichnung                            | Beschreibung | ID       | Bild           |
| ---------------------------------------------------- | -------------------------------------- | --- | -------- | -------------- |
| Alençoner Straße 8 52° 40′ 37″ N, 7° 57′ 24″ O       | Wohnhaus                               | Giebelständiger, zweistöckigervWandständerbau mit Gaststätte, Nordostgiebel zweimal über Schwellbalkenüberstand vorkragend, Südwestgiebel ohne Vorkragung, Fachwerk mit Ziegelausmauerung, Gefache verputzt, Krüppelwalmdach, errichtet in der ersten Hälfte des 19. Jh. | 46333377 | BW             |
| Alençoner Straße 10 52° 40′ 37″ N, 7° 57′ 23″ O      | Wohnhaus                               | Giebelständiges Wohnhaus, ehemals Wandständerbau mit Sackdielengrundriss, Fachwerk mit Ziegelausmauerung und Lehmstakung, Satteldach, errichtet in der ersten Hälfte des 19. Jh. Straßengiebel zweimal sehr flach vorkragend. Rückgiebel nachträglich verlängert. | 46595583 | BW             |
| Alençoner Straße 11 52° 40′ 39″ N, 7° 57′ 23″ O      | Evangelisches Pfarrhaus                | Traufständiger, einstöckiger, siebenachsiger Fachwerkbau mit Ziegelausmauerung, Krüppelwalmdach, errichtet 1816. Südwestliche Traufseite mit mittiger Eingangstür und Inschrift im Sturz. Nordwestgiebel mit Profilbrettgesims. | 46595673 | BW             |
| Alençoner Straße 14 52° 40′ 38″ N, 7° 57′ 23″ O      | Wohnhaus                               | Giebelständiges, einstöckiges Wohnhaus, vermutlich ein ehemaliger Vierständerbau, Fachwerk mit Ziegelausmauerung, Krüppelwalmdach, errichtet in der ersten Hälfte des 18. Jh. als Rektorat. Straßengiebel mit Inschrift. | 46595891 | BW             |
| Alençoner Straße 17 52° 40′ 40″ N, 7° 57′ 22″ O      | Wohnhaus                               | Giebelständiger, einstöckiger Fachwerkbau, straßenseitig verputzt, Krüppelwalmdach, errichtet in der ersten Hälfte des 19. Jh. Straßengiebel (Südwestgiebel) mit mittigem Eingang. Öffnungen profiliert und mit Segmentbögen. Rückwärtig nach Nordosten ein Anbau für wirtschaftliche Räume in Ziegelbauweise. | 46598325 | BW             |
| Am Bahnhof 52° 40′ 21″ N, 7° 56′ 49″ O               | Bahnhof Quakenbrück (Stellwerk)        | Südwestlich des Empfangsgebäudes gelegenes, freistehendes Stellwerk, über schmalem und langgestrecktem Grundriss, Ziegelbau, Flachdach, errichtet Anfang 1950er Jahre. Unter der Traufe bandartige Anordnung der liegenden Fenster. | 46600653 |                |
| Am Bahnhof 1 52° 40′ 26″ N, 7° 56′ 54″ O             | Bahnhof Quakenbrück (Empfangsgebäude)  | Am Ende und in Achse der Bahnhofstraße gelegenes, langgestrecktes, asymmetrisches, traufständiges Empfangsgebäude, massiver Ziegelbau mit Zementputz- und Werksteinelementen, unter Satteldächern, errichtet 1909. Fassaden mit vorspringenden Risaliten, mit Schweifgiebeln. Anlehnung an Reformarchitektur um 1800 sowie Jugendstilelemente bei der wandfesten Ausstattung. | 46598692 |                |
| Am Bahnhof 1 52° 40′ 21″ N, 7° 56′ 53″ O             | Bahnhof Quakenbrück (Güterabfertigung) | Freistehendes, langgestrecktes Gebäude der Güterabfertigung, Ziegelbau mit zweigeschossigem Kopfbau für die Verwaltung, Krüppelwalmdach, und eingeschossiger Lagerhalle unter flachem Satteldach, errichtet nach 1910. Kopfbau mit Verputz im Bereich der Giebel und Traufen. Stark abgetrepptes Traufgesims und Fensterumrandungen mit Klinkern. | 46600930 | BW             |
| An der Sylvesterkirche 52° 40′ 37″ N, 7° 57′ 21″ O   | St. Sylvester (Toranlage)              | Südöstlich der Kirche, etwas außerhalb der nahezu kreisrunden Umwegung des ehemaligen Friedhofes und zur Großen Kirchstraße gelegene Toranlage, Sandsteinpfeiler mit schmiedeeisernen Gittern, errichtet ursprünglich im 18. Jh, nachträglich im Bereich der oberen Abschlüsse verändert. | 46333693 | BW             |
| An der Sylvesterkirche 52° 40′ 38″ N, 7° 57′ 19″ O   | St. Sylvester (Kirche)                 | Auf eine basilikale Kirchenburg des 13. Jh. zurückgehende und deren Grundmauern einbeziehende, dreischiffige Hallenkirche mit polygonalem Choranschluss, eingewölbt 1470. Westturm von 1499 mit einem barocken Helm von Johann Segelken von 1704. 1904 neogotisch renoviert. Im Inneren Reste der ornamentale Gewölbemalerei von 1471 erhalten, die figürlichen Wandmalereien des 15. Jh. vom Langhaus in den Chor versetzt und verändert, Sakramentsnische des späten 15. Jh. Von der Ausstattung der zweistöckige Altar von 1661/62, vom Osnabrücker Bildhauer Klostermann, Taufe von 1721, Kanzel und Lettner von Anfang des 17. Jh. Chorgestühl und Gestühl mit Wappen im Schiff noch teils gotisch. Von der Ausstattung des Vorgängerbaus das Triumphkreuz des 13. Jh. erhalten. Von besonderer Bedeutung auch ein spätgotischer Palmesel, Bildwerk für die Palmsonntagsprozession. Weiterhin Stein- und Holzepitaphe des 16. und 17. Jh. In der Sakristei wird die Bonnus-Bibel von 1533 aufbewahrt. Drei Glocken von um 1511. | 41321718 | Weitere Bilder |
| An der Sylvesterkirche 52° 40′ 37″ N, 7° 57′ 19″ O   | St. Sylvester (Friedhof)               | Nahezu kreisrunder, ehemaliger Friedhof, mit historischen Grabsteinen vorwiegend des 19. Jh. Begrenzt durch umlaufende Weißdornhecke und anschließendem Fußweg, welcher die räumliche Situation um Kirche und Friedhof sowie anschließender Bebauung komplettiert. Die Umfriedung teils unterbrochen durch mit alten Linden markierte Zugänge. | 46333512 | BW             |
| An der Sylvesterkirche 1 52° 40′ 38″ N, 7° 57′ 21″ O | Wohnhaus                               | Nordöstlich des Kirchhofes und in eines kleinen Garten gelegener, einstöckiger, giebelständiger Wandständerbau, Fachwerk mit Ziegelausmauerung, Satteldach, errichtet im 18. Jh. Traufseiten mit profilierten Knaggen unter den Dachbalkenköpfen. Giebel jeweils zweimal flach vorkragend, über profilierten Knaggen und Balkenstummeln bzw. Schwellbalkenüberstand, mit verbretterten Giebeldreiecken. Nordöstlich ein Stallanbau anschließend. | 46609933 | BW             |
| Artlandstraße 12 52° 40′ 12″ N, 7° 56′ 21″ O         | St. Petrus                             | Ev.-luth. Kirche, Zentralbau, massiv, Klinkerverkleidung, über quadratischem Grundriss, mit Rotunde und Lichteinfall durch Fensterband von oben, errichtet 1965 nach Entwürfen des Architekten Werner Johannsen (Osnabrück). Nach Norden durch einen Verbindungsbau der Glockenturm direkt anschließend, 30 m hoch, massiv, Ziegelverkleidung, Zeltdach. Nachträglich (in den 1980er Jahren) Glocken- und Uhrengeschoss mit Kupfer verkleidet. Im Inneren die bauzeitliche Ausstattung erhalten, darunter Bronzetür, Kruzifix, Leuchter und Lesepult des Künstlers Heinz Heiber (Nürnberg) sowie die Buntglasfenster des Künstlers Heinz Lilienthal (Bremen). Die bauzeitliche Orgel wurde 2003–05 gegen einen Neubau getauscht. | 47295090 |                |

## B
| Lage                                               | Bezeichnung                                | Beschreibung | ID       | Bild |
| -------------------------------------------------- | ------------------------------------------ | --- | -------- | ---- |
| Badberger Straße 52° 40′ 13″ N, 7° 57′ 41″ O       | Kapelle                                    | Neoromanische Kapelle, behauener Bruchstein, nach einem Entwurf von Karl Mohrmann, eingeweiht 1901. 1951 nach Südwesten mit einem massiven Anbau aus Bruchsteinmauerwerk erweitert. Ende der 1970er Jahre wurde daran eine moderne Halle mit Holzverkleidung angebaut. | 46334194 | BW   |
| Bahnhofstraße 2 52° 40′ 25″ N, 7° 57′ 20″ O        | Wohnhaus                                   | Eingeschossiger, giebelständiger Vierständerbau, Fachwerk mit Ziegelausmauerung, Kammerfach, Satteldach mit Schleppgaupen, errichtet 1781 (i). Nordostgiebel zweimal vorkragend, mit Dielentor und historischer Tür von um 1900. Südwestgiebel durch anderthalbgeschossigen Anbau verdeckt. Der Anbau ursprünglich als Stallanbau, nachträglich erheblich verändert. Das Gebäude wird auch als Gaststätte genutzt. | 46610235 | BW   |
| Bahnhofstraße 16 52° 40′ 26″ N, 7° 57′ 13″ O       | Wohn-/ Wirtschaftsgebäude                  | Traufständiger, zweigeschossiger Massivbau, verputzt, Zeltdach mit Schleppgaupe, errichtet um 1910. Nördlich und westlich jeweils ein Risalit mit Satteldächern, östlich ein Altan. | 46611470 | BW   |
| Bahnhofstraße 16 52° 40′ 25″ N, 7° 57′ 13″ O       | Garten                                     | Das Wohnhaus umgebener Garten, mit typischem Vorgarten als begrünte Abstandsfläche zwischen villenartigem Wohnhaus und Straße nördlich, als begrünte Rahmung des Hauptgebäudes zu den benachbarten Grundstücken und langgestreckte Grünanlage südlich des Wohnhauses in Grundstückslänge, angelegt um 1910. | 46979914 | BW   |
| Bahnhofstraße 24 52° 40′ 26″ N, 7° 57′ 11″ O       | Wohnhaus                                   | Zweigeschossiger, traufständiger verklinkerter Massivbau, Walmdach mit Schleppgaupen, errichtet um 1930. Nördliche Traufseite mit Betonung der Mittelachse, im EG mit Zugang, im OG mit dreiteiligem Bleiglasfenster. Östlich ein bauzeitlicher, eingeschossiger Anbau unter Walmdach, westlich ein Altan, südlich weiterer Anbau mit Flachdach. | 46612017 | BW   |
| Bahnhofstraße 29 52° 40′ 27″ N, 7° 57′ 3″ O        | Wohnhaus                                   | Traufständiger, anderthalbgeschossiger, über unregelmäßigem Grundriss, verputzter Massivbau, Sattel- und Krüppelwalmdächer, errichtet um 1910. Die Fassaden gegliedert durch Zwerchhäuser, teils mit Sichtfachwerk, Segmentbogenöffnungen, Altan südlich und zurückgesetztem Eingang südöstlich. | 46612489 | BW   |
| Bahnhofstraße 31 52° 40′ 27″ N, 7° 57′ 2″ O        | Wohnhaus                                   | Traufständiger, zweigeschossiger, über unregelmäßigem Grundriss, Massivbau aus Kalksandstein, Walmdach, errichtet um 1900. Die Südfassade dominiert ein Mittelrisalit mit Fachwerkgiebel. Überdachter Eingang über Treppe westlich des Mittelrisalits sowie Wintergarten östlich. | 46612515 | BW   |
| Bahnhofstraße 32 52° 40′ 26″ N, 7° 57′ 5″ O        | Wohnhaus                                   | Traufständiger, zweigeschossiger verklinkerter Massivbau, Mansarddach mit Schleppgaupen, errichtet um 1900. Die Fassaden gegliedert durch Risalite, nördlich mit geschweiftem Giebel und Vasenaufsatz, Blendmauerwerk im Sockelbereich, Lisenen und Pilastern sowie profiliertem Geschossgesims. Filigraner Stuckdekor, teils mit stilisierten Jugendstilmotiven. | 46612300 | BW   |
| Bahnhofstraße 33 52° 40′ 27″ N, 7° 57′ 1″ O        | Wohnhaus                                   | Traufständiger, zweigeschossiger, über unregelmäßigem Grundriss, Ziegelrohbau, Satteldächer, errichtet um 1910. Die Fassaden gegliedert durch stark profilierte Gesimse und Sandsteinfensterbänke. Zugang südlich über Sandsteintreppe. | 46612618 | BW   |
| Bahnhofstraße 35 / 35a 52° 40′ 27″ N, 7° 56′ 59″ O | Wohn-/ Geschäftshaus                       | Zweigeschossiger Gebäudekomplex, bestehend aus fünfachigem Ziegelbau unter Satteldach rechts, vierachsigem Ziegelbau unter Walmdach links, errichtet zwischen 1910 und 1930 als Hotel. Östlicher Gebäudeteil mit aufgeputzten Gesimsen und Fensterrahmungen, Mittelrisalit südlich, Zugang östlich über Treppe. Westlicher Gebäudeteil mit Rundbogenportal und zurückliegendem Zugang sowie Fenstererker darüber. Die Wandgliederung mit Lisenen und flachen Spiegeln im Brüstungsbereich. | 46629909 | BW   |
| Bahnhofstraße 37 52° 40′ 27″ N, 7° 56′ 57″ O       | Wohn-/ Geschäftshaus                       | Freistehender, zweigeschossiger Ziegelbau mit umlaufenden, profilierten Gesimsen, Walmdach mit Schleppgaupen, errichtet nach 1923 durch die Architekten Justus Haarmann und Gürtler (Osnabrück) für den Weinhändler Hermann Friese jun. Südwestlich ein Runderker. Darunter Figur eines friesischen Seemanns von Bildhauer Otto Gothe (Hannover). Nördlich Seitenrisalite und Balkon im Obergeschoss. | 46629956 | BW   |
| Bahnhofstraße 44 52° 40′ 26″ N, 7° 56′ 58″ O       | Wohnhaus                                   | Traufständiges, zweigeschossiges, fünfachsiges Wohnhaus, unverputzter Ziegelbau, Satteldach, errichtet um 1915/20 als Bahnmeisterei. Nordfassade mit übergiebeltem Mittelrisalit. | 46629997 | BW   |
| Bremer Straße 50 52° 41′ 6″ N, 7° 57′ 59″ O        | Hof Bockhorst (Wohn-/ Wirtschaftsgebäude)  | Im Nordosten gelegener Vierständerbau, Kammerfach, Fachwerk mit Ziegelausmauerung, Satteldach, errichtet 1900 (i). Giebel jeweils dreimal vorkragend, Giebeldreiecke mit Rautenmuster. Äußeres Dielentor mit Inschrift (Datierung). Im Inneren Ständerreihen ohne Kopfbänder vorgesetzt. | 46644424 | BW   |
| Bremer Straße 50 52° 41′ 6″ N, 7° 57′ 59″ O        | Hof Bockhorst (Stall)                      | Südlich gelegener, den Wirtschaftshof nach Südosten begrenzender Fachwerkbau mit Ziegelausmauerung, Satteldach, errichtet um 1900. | 46645475 | BW   |
| Bremer Straße 50 52° 41′ 6″ N, 7° 57′ 58″ O        | Hof Bockhorst (Stall)                      | Nordwestlich gelegener Fachwerkbau mit Ziegelausmauerung, Satteldach, errichtet um 1900. Südöstliche Traufseite mittig mit giebelständigem Fassadenversatz mit Tor. | 46645557 | BW   |
| Bremer Straße 50 52° 41′ 6″ N, 7° 57′ 58″ O        | Hof Bockhorst (Scheune)                    | Gegenüber des Wohn-/Wirtschaftsgebäudes gelegener Fachwerkbau mit Ziegelausmauerung, Satteldach, errichtet um 1900. Nordöstliche Traufseite mit zwei Quereinfahrten. | 46644501 | BW   |
| Bremer Straße 100 52° 41′ 28″ N, 7° 58′ 33″ O      | Hof zur Lage (Heuerhaus)                   | Traufständiger Zweiständerbau, Unterrähm, Kammerfach, Fachwerk mit Ziegelausmauerung, Satteldach, errichtet 1851/1857 (i). Innengerüst erhalten, Ständer mit verdicktem Kopf, teils geschwungene Kopfbänder. Linke Ständerreihe mit Kopfbändern, rechte ohne und vorgesetzt. | 46647274 | BW   |
| Bremer Straße 112 52° 41′ 27″ N, 7° 58′ 53″ O      | Hof Bottermann (Wohn-/ Wirtschaftsgebäude) | Weitgehend unveränderter Zweiständerbau in Unterrähmgefüge aus sechsfachiger Diele, zweifachigem Flett (mit Kaminblock) und Kammerfach mit Aufsprung und mit Upkammer rechts, Außenwände in Fachwerk mit Ziegelausmauerung, Wirtschaftsgiebel mit Knaggenvorkragung, Wohngiebel ursprünglich mit Steckwalm, erbaut 1822 (i), wohl mit älteren (translozierten) Gerüstteilen. Nordöstliche Traufseite mit Schweinestallflügel in Ziegelbauweise, Lisenengliederung, erbaut um 1930, 2013 vollständig abgebrochen. | 41802241 | BW   |
| Bremer Straße 112 52° 41′ 27″ N, 7° 58′ 54″ O      | Hof Bottermann (Scheune)                   | Den Wirtschaftshof nach Südosten begrenzende eingeschossiger Wandständerbau mit eingehälsten Bundbalken von fünf Fach, mittige Querdurchfahrt, Fachwerk mit Ziegelausmauerung, Satteldach, errichtet in der ersten Hälfte des 19. Jh. | 41802258 | BW   |
| Bremer Straße 112 52° 41′ 27″ N, 7° 58′ 51″ O      | Hof Bottermann (Backhaus)                  | Nördlich gelegenes, den Wirtschaftshof nach Norden gegrenzendes Backhaus, wohl translozierter Fachwerk-Wandständerbau mit Hochrähmgefüge und durchgezapften Bundbalken, ursprünglich erbaut vielleicht noch um 1700. | 41802276 | BW   |
| Burgstraße 1 52° 40′ 32″ N, 7° 57′ 29″ O           | Wohnhaus                                   | Giebelständiges Wohnhaus, teils direkt an den Kirchhof anschließend, aus zwei konstruktiv divergierenden Gebäuderiegeln zusammengesetzt, Fachwerk mit Ziegelausmauerung, unter Walmdächern, errichtet im 17. Jh. Nördlicher, älterer Gebäuderiegel als zweigeschossiger Geschossbau, Dachbalken eingehälst, Geschossbalken eingezapft, noch im 16. Jh errichtet. Südlicher Gebäuderiegel zweistöckig, Dachbalken aufgerahmt, umlaufender Stockwerksgesimsbalken. Bei dem Gebäude handelt es sich um eines der ältesten Häuser der Stadt und letztes Zeugnis der ehemaligen Franziskanerniederlassung in Quakenbrück. | 37129328 | BW   |
| Burgstraße 2 52° 40′ 34″ N, 7° 57′ 30″ O           | Villa Schröder                             | Nördlich der katholischen Kirche gelegenes ein- bis zweigeschossiges Wohnhaus, freistehend in einem parkähnlichen Garten gelegen, Ziegelbau im Stil des römischen Landhauses, über hohem Sandsteinsockel, flache Sattel- und Walmdächer, errichtet 1874. Das Gebäude mit zweigeschossigem Mitteltrakt und anschließenden eingeschossigen Seitentrakten. Wandgliederung durch Eckquaderungen, Kranzgesims mit Zahnschnittfries, Giebeldreiecke und Akroterien. Der Eingang mit Portikus über Freitreppe. Das Gebäude wurde auch als katholisches Pastorat genutzt.                                                    | 46335379 | BW   |
| Burgstraße 2 52° 40′ 34″ N, 7° 57′ 29″ O           | Villa Schröder (Garten)                    | Reste eines ehemaligen, parkähnlichen Gartens als begrünte Abstandsfläche zur Straße und großzügig bemessenem, westlich und nördlich anschließendem Bereich. Einfriedung, den Vorgarten zur Straße hin nach Süden und Westen abgrenzend, als niedrige Bruchsteinmauer, in Höhe der Geländetopographie folgend, Bruchsteinpfeiler mit Eisengitter. Angelegt zusammen mit dem Wohnhaus 1874. | 46339880 | BW   |

## F
| Lage                                            | Bezeichnung         | Beschreibung | ID       | Bild |
| ----------------------------------------------- | ------------------- | --- | -------- | ---- |
| Farwicker Straße 2 52° 40′ 45″ N, 7° 57′ 25″ O  | Wohn-/Geschäftshaus | Zweigeschossiges Wohn- und Geschäftshaus, Walmdach mit breiten Schleppgaupen jeweils straßenseitig. Das EG mit großformatigen Schaufenstern, Mosaikverkleidung und kurzem Vordach. Der Eingang an der Gebäudeecke zurückgesetzt. Das OG fensterbandartig mit hochrechteckigen Fenstern gestaltet. | 46336918 | BW   |
| Farwicker Straße 16 52° 40′ 48″ N, 7° 57′ 24″ O | Wohnhaus            | Giebelständiger, eingeschossiger Vierständerbau, Fachwerk mit Ziegelausmauerung, Satteldach, errichtet in der ersten Hälfte des 19. Jh. | 46337704 | BW   |

## G
| Lage                                             | Bezeichnung          | Beschreibung | ID       | Bild |
| ------------------------------------------------ | -------------------- | --- | -------- | ---- |
| Goldstraße 4 52° 40′ 34″ N, 7° 57′ 20″ O         | Wohnhaus             | Zweigeschossiger verputzter Ziegelbau, Zeltdach, errichtet 1883. Wandaufbau durch Risalite und klassizistischen Fassadendekor gegliedert, unter anderem mit Architrav, Kranzgesims, Fensterrahmungen, Brüstungsfeldern. | 46337868 | BW   |
| Goldstraße 4 52° 40′ 34″ N, 7° 57′ 19″ O         | Garten               | Typischer Vorgarten als begrünter Abstandshalter zur Straße südlich sowie großzügig bemessenem Gartenbereich westlich und südlich des Wohnhauses. Der Vorgarten zudem von einer Einfriedung mit filigranem, dekorativem Eisengitter begrenzt. Angelegt um 1883. | 46339840 | BW   |
| Goldstraße 9 52° 40′ 35″ N, 7° 57′ 19″ O         | Wohnhaus             | Giebelständiger Fachwerkbau mit verputzten Gefachen, ursprünglich vierfachiger Zweiständerbau mit einseitiger Kübbung links, Satteldach, erbaut ca. 1500 (d). Kammerfachanbau ca. 1564 (d). Dachbalkenhohe Anhebung der Kübbung 1670 (d). Innenausbau im Kammerfach-Obergeschoss 1777 (d). Balustertreppe im Flur und Kreuzstockfenster der Zeit erhalten. Straßengiebel um 1970 erneuert. Das Wohnhaus ist zugleich Geburtshaus des Reformators Hermann Bonnus.         | 41065523 | BW   |
| Goldstraße 11 52° 40′ 35″ N, 7° 57′ 19″ O        | Wohnhaus             | Giebelständiges, zweistöckiges Wohnhaus über verputztem Sockel, Fachwerk teilweise verputzt, Satteldach, errichtet 1820. | 46340739 | BW   |
| Goldstraße 13 52° 40′ 36″ N, 7° 57′ 18″ O        | Wohnhaus             | Giebelständiges, eingeschossiges Wohnhaus, ursprünglich ein Drei- oder Vierständerbau, Fachwerk mit Ziegelausmauerung, Straßengiebel verputzt, Satteldach, errichtet um 1800. | 46340920 | BW   |
| Goldstraße 14 52° 40′ 35″ N, 7° 57′ 17″ O        | Wohnhaus             | Giebelständiger, einstöckiger Fachwerkbau mit Ziegelausmauerung, Kammerfach, Satteldach, errichtet um 1780. | 46341227 | BW   |
| Goldstraße 15 52° 40′ 36″ N, 7° 57′ 18″ O        | Wohnhaus             | Giebelständiger, eingeschossiger Fachwerkaub, größtenteils verputzt, Satteldach, errichtet um 1800. Umbau 1960. Nordöstlich ein Stallanbau, Fachwerk, Satteldach, errichtet in der ersten Hälfte des 18. Jh. | 46341398 | BW   |
| Goldstraße 16 52° 40′ 35″ N, 7° 57′ 17″ O        | Wohnhaus             | Giebelständiger, einstöckiger Wandständerbau, Kammerfach, Fachwerk mit Ziegelausmauerung, Satteldach, errichtet in der ersten Hälfte des 19. Jh. DG nachträglich ausgebaut, große Schleppgaupe aufgesetzt. Rückwärtig ein bauzeitlicher, ehemaliger Stallanbau, Fachwerk, Satteldach. | 46341571 | BW   |
| Goldstraße 17 52° 40′ 36″ N, 7° 57′ 17″ O        | Wohnhaus             | Giebelständiger, anderthalbgeschossiger Ziegelbau, Satteldach, errichtet um 1910. Wandgliederung durch Gesimse, Eckbetonungen und Einsatz von hellen und dunklen Ziegeln. Nordöstlich ein bauzeitliches, massives Stallgebäude, Ziegelmauerwerk, Pultdach nach Nordwesten fallend. | 46341625 | BW   |
| Goldstraße 18 52° 40′ 36″ N, 7° 57′ 16″ O        | Wohnhaus             | Giebelständiger, anderthalbgeschossiger, fünfachsiger verputzter Massivbau, Satteldach, errichtet um 1900. Wandgliederung durch teils profilierte Gesimse, Fenster mit Putzumrahmungen. Straßenbegleitend Reste der bauzeitlichen, schmiedeeisernen Einfriedung erhalten. | 46341747 | BW   |
| Goldstraße 20 52° 40′ 36″ N, 7° 57′ 16″ O        | Wohnhaus             | Giebelständiger, einstöckiger Zweiständerbau, Fachwerk mit verputzten Gefachen, teils mit Ziegelausmauerung, Satteldach, errichtet in der ersten Hälfte des 19. Jh. | 46341834 | BW   |
| Goldstraße 22 52° 40′ 36″ N, 7° 57′ 15″ O        | Wohnhaus             | Giebelständiger Wandständerbau, Fachwerk mit Ziegelausmauerung, Satteldach, errichtet um 1800. Der Giebel zweimal vorkragend, teils über profilierten Knaggen. Nachträglich der Straßengiebel durch Einbau von zwei Garagentoren verändert. | 46341991 | BW   |
| Große Kirchstraße 1 52° 40′ 35″ N, 7° 57′ 23″ O  | Wohn-/ Geschäftshaus | Traufständiger eingeschossiger Fachwerkbau, verputzt, Satteldach mit Schleppgaupe südwestlich, errichtet im 19. Jh. | 46648806 | BW   |
| Große Kirchstraße 2 52° 40′ 35″ N, 7° 57′ 23″ O  | Wohn-/ Geschäftshaus | Giebelständiger, eingeschossiger ursprünglich Dreiständerbau mit einseitiger Kübbung, Fachwerk mit verputzten Gefachen, Satteldach mit Schleppgaupen beiderseits, errichtet in der ersten Hälfte des 19. Jh. Nachträglich vierständerähnlich umgebaut. Straßenseitiger Giebel einmal vorkragend, mit nachträglichem Ladeneinbau mit großformatigen Fensteröffnungen. | 46648836 | BW   |
| Große Kirchstraße 3 52° 40′ 36″ N, 7° 57′ 23″ O  | Wohn-/ Geschäftshaus | Giebelständiger, eingeschossiger Dreiständerbau, Fachwerk mit Ziegelausmauerung, teils verputzt, Satteldach, südwestlich mit Krüppelwalm, errichtet ursprünglich 1547 (d), um 1780 verändert. Südwestgiebel mit Vorkragung und mittigem Zugang mit Rokokotür. Im 19. Jh. Umbau, darunter Entfernung der Kübbung. Nordwestlich Anbau unter Zwerchdach. Ringsum weitere, nachträgliche Anbauten. Nordöstlich Fachwerkanbau unter Satteldach aus der Umbauphase des 19. Jh. | 46648879 | BW   |
| Große Kirchstraße 4 52° 40′ 35″ N, 7° 57′ 22″ O  | Wohnhaus             | Giebelständiges, eingeschossiges Wohnhaus, ursprünglich Drei- oder Vierständerbau mit dreischiffigem Vorderteil, Fachwerk mit Ziegelausmauerung, Gefache verputzt, Satteldach, errichtet um 1600. Giebel jeweils über profilierten und geschwungenen Knaggen sowie Balkenstummeln vorkragend. Im 19. und 20. Jh. stärkere Umbauten. Dielentor ersetzt. | 46648928 |      |
| Große Kirchstraße 6 52° 40′ 36″ N, 7° 57′ 22″ O  | Wohnhaus             | Giebelständiger, eingeschossiger Wandständerbau, Fachwerk mit Ziegelausmauerung, traufseitig teils Lehmstakung, Satteldach, errichtet im 18. Jh, evtl. älter. Nordostgiebel zweimal über geschwungenen und profilierten Knaggen sowie Balkenstummeln vorkragend, Giebeldreieck verbrettert. Südwestgiebel durch nachträglichen Anbau verdeckt. | 46648972 | BW   |
| Große Kirchstraße 7 52° 40′ 36″ N, 7° 57′ 22″ O  | Wohnhaus             | Giebelständiger, eingeschossiger Dreiständerbau, Fachwerk mit Ziegelausmauerung, teils verputzt, Satteldach, errichtet ursprünglich 1639 (d). Giebel jeweils zweimal vorkragend, straßenseitig über profilierten Knaggen und Balkenstummeln. Ursprünglich mit Kübbung rechts. Rückwärtig ein Stallanbau als Fachwerkbau, Satteldach. | 46650230 | BW   |
| Große Kirchstraße 8 52° 40′ 36″ N, 7° 57′ 22″ O  | Wohnhaus             | Giebelständiger, eingeschossiger Wandständerbau, Fachwerk mit Ziegelausmauerung, teils verputzt, Satteldach, errichtet in der ersten Hälfte des 19. Jh. Beide Giebel zweimal flach vorkragend. Im Inneren asymmetrischer Grundriss mit Flur und Längserschließung rechts aufgrund des schmalen Grundstücks. | 46650648 | BW   |
| Große Kirchstraße 9 52° 40′ 37″ N, 7° 57′ 22″ O  | Wohnhaus             | Giebelständiger, eingeschossiger Fachwerkbau mit Ziegelausmauerung, Kammerfach, Satteldach nordwestlich mit großem Dachaufbau, errichtet um 1800. Südwestgiebel nachträglich verändert, Vorkragung verdeckt, Knaggen entfernt bzw. verkleidet, Öffnungsstruktur verändert. Nordwestliche Traufseite und Teile des Nordostgiebels massiv ersetzt. | 46651686 | BW   |
| Große Kirchstraße 10 52° 40′ 36″ N, 7° 57′ 21″ O | Wohnhaus             | Giebelständiger, eingeschossiger Wandständerbau, Fachwerk mit Ziegelausmauerung, Satteldach nordwestlich mit zwei Gaupen, errichtet in der ersten Hälfte des 19. Jh. Nordostgiebel zweimal vorkragend, Wandgliederung und Fachwerk erneuert. Giebeldreieck verbrettert. Südwestgiebel einmal flach vorkragend. | 46651836 | BW   |
| Große Kirchstraße 12 52° 40′ 36″ N, 7° 57′ 21″ O | Wohnhaus             | Giebelständiger, eingeschossiger Wandständerbau, Fachwerk mit verputzten Gefachen, Satteldach mit Zwerchhaus nordwestlich, errichtet in der ersten Hälfte des 19. Jh. Nordostgiebel zweimal flach vorkragend, Giebeldreieck verbrettert. | 46652192 | BW   |
| Große Kirchstraße 14 52° 40′ 37″ N, 7° 57′ 20″ O | Wohnhaus             | Giebelständiger, eingeschossiger, als Gemeindehaus genutzter, verputzter Massivbau, Satteldach mit Gaupen beiderseits, errichtet 1929. Nordostgiebel mit vorgesetztem Fachwerk, dreimal vorkragend, über profilierten Knaggen und Balkenköpfen, Giebeldreieck verbrettert. | 46652257 |      |

## K
| Lage                                                    | Bezeichnung          | Beschreibung | ID       | Bild |
| ------------------------------------------------------- | -------------------- | --- | -------- | ---- |
| Kleine Kirchstraße 1 52° 40′ 37″ N, 7° 57′ 19″ O        | Wohnhaus             | Giebelständigers, eingeschossiger Wandständerbau, Nordwestgiebel zweimal über Schwellbalkenüberstand vorkragend, Südostgiebel zweimal ganz flach vorspringend, Fachwerk mit Ziegelausmauerung, Sandsteinsockel über Findlingen, Satteldach, errichtet um 1820. Der Nordwestgiebel mit mittiger, eingerückter, zweiflügeliger Eingangstür. | 46343042 | BW   |
| Kleine Kirchstraße 2 52° 40′ 37″ N, 7° 57′ 18″ O        | Wohnhaus             | Traufständiger, anderthalbgeschossiger, fünfachsiger Ziegelbau, Satteldach mit Schleppgaupe westlich und stehenden Gaupen östlich, errichtet um 1900. Fassaden gestaltet mit bossierten Eckbetonungen und Sandsteineinfassungen der segmentbogigen Fensteröffnungen. | 46343314 | BW   |
| Kleine Mühlenstraße 2 52° 40′ 31″ N, 7° 57′ 20″ O       | Wohn-/ Geschäftshaus | Zweigeschossiger verputzter Fachwerkbau, Walmdach, errichtet um 1890. Fassadengliederung durch Quaderverfugung, profiliertes Geschoss- und Traufgesims, Schaufenster nördlich mit profilierten Rahmungen sowie Zugang über zwei Stufen und bauzeitlicher Eingangstür. Die Fensteröffnungen rundbogig. | 46654463 | BW   |
| Kleine Mühlenstraße 5 52° 40′ 32″ N, 7° 57′ 18″ O       | Wohnhaus             | Giebelständiger, eingeschossiger ehemaliger Dreiständerbau mit Kübbung, Fachwerk mit Ziegelausmauerung, teils verputzt, Kammerfach, Satteldach nach Süden abgewalmt, errichtet um 1700. Um 1900 zum Wohn- und Geschäftshaus umgebaut, dabei Südgiebel massiv vorgemauert, Krüppelwalm, Ladeneinbau mit großen Öffnungen. | 46654561 | BW   |
| Kleine Mühlenstraße 12 / 14 52° 40′ 31″ N, 7° 57′ 18″ O | Wohn-/ Geschäftshaus | Westlich ein giebelständiger, zweistöckiger Fachwerkbau mit Ausmauerungen, Satteldach, errichtet Ende 19. Jh. EG nachträglich massiv verändert, Laden eingebaut. Östlich direkt das Gebäude mit der Hausnummer 12 anschließend, traufständiger Putzbau, Walmdach, errichtet um 1925. | 46677360 | BW   |
| Kleine Mühlenstraße 16 52° 40′ 32″ N, 7° 57′ 17″ O      | Wohn-/ Geschäftshaus | Traufständiger, einstöckiger Vierständerbau, Fachwerkbau teils verkleidet, Satteldach, errichtet um 1850. Außermittiges, zweiachsiges Zwerchhaus nördlich. Um 1900 umgebaut. EG nachträglich massiv verändert. | 43233884 | BW   |
| Kleine Mühlenstraße 18 52° 40′ 32″ N, 7° 57′ 16″ O      | Wohn-/ Geschäftshaus | Traufständiger, zweistöckiger Fachwerkbau, Krüppelwalmdach mit mittigem Zwerchhaus, errichtet, im Kern als einstöckiger Wandständerbau, im frühen 19. Jh. Um 1900 aufgestockt und Laden eingebaut. | 43233968 | BW   |
| Kleine Mühlenstraße 20 52° 40′ 32″ N, 7° 57′ 16″ O      | Wohn-/ Geschäftshaus | Giebelständiger, zweigeschossiger Ziegelbau, straßenseitig verputzt, Satteldach, errichtet um 1910. OG mit Eckrustizierungen, Geschoss- und Kranzgesims. Giebeldreieck mit Zierfachwerk. EG nachträglich verändert, Laden eingebaut. | 46677600 | BW   |
| Kleine Mühlenstraße 24 52° 40′ 32″ N, 7° 57′ 15″ O      | Wohn-/ Geschäftshaus | Giebelständiger, zweigeschossiger Wandständerbau, Fachwerk mit Ziegelausmauerung, Satteldach, errichtet Anfang des 19. Jh. Nordostgiebel mit profilierten Gesimsen. Das EG nachträglich verändert, neue Schaufenster eingesetzt und verkleidet. Südwestgiebel mit kleineren Anbauten. | 43233980 | BW   |
| Kleine Mühlenstraße 26 52° 40′ 32″ N, 7° 57′ 14″ O      | Wohnhaus             | Traufständiger, eingeschossiger Fachwerkbau mit Ziegelausmauerung, Krüppelwalmdach mit nachträglicher Schleppgaupe rückwärtig, errichtet in der ersten Hälfte des 19. Jh. Umlaufendes profiliertes Kranzgesims. Nordwestgiebel mit Ladeluke und Kranbalken. | 46698812 | BW   |
| Kleine Mühlenstraße 28 52° 40′ 33″ N, 7° 57′ 13″ O      | Wohn-/ Geschäftshaus | Traufständiges, zweigeschossiges, verputztes Wohn-/Geschäftshaus, Walmdach mit geschweifter Gaupe straßenseitig, errichtet um 1900. Nachträglich das EG durch Ladenbau verändert. | 46698924 | BW   |
| Kleine Mühlenstraße 30 52° 40′ 33″ N, 7° 57′ 13″ O      | Wohnhaus             | Traufständiger, eingeschossiger Fachwerkbau, Satteldach mit nachträglichem Zwerchhaus nordöstlich, errichtet um 1830. 1955 Umbau, darunter Teile des Fachwerks massiv ersetzt. Südwestliche Traufseite durch einen Anbau nahezu vollständig verdeckt. | 46702944 | BW   |
| Kleine Mühlenstraße 32 52° 40′ 33″ N, 7° 57′ 12″ O      | Wohnhaus             | Giebelständiger, eingeschossiger Vierständerbau, Fachwerk mit verputzten Gefachen, Krüppelwalmdach, errichtet 1830. 1915 Umbau zu einem Wohn- und Geschäftshaus, Nordostgiebel massiv ersetzt, Ladeneinbau mit großformatigen Schaufensteröffnungen im EG. Jüngst die Öffnungsstruktur im Nordgiebel wieder durch eine kleinteiligere ersetzt, die sich besser dem historischen Zustand anpasst. Südwestgiebel ursprünglich mit Werkstattgebäude, durch einen modernen Anbau ersetzt.                              | 46707368 | BW   |
| Kleine Mühlenstraße 34 52° 40′ 33″ N, 7° 57′ 11″ O      | Wohn-/ Geschäftshaus | Traufständiger, eingeschossiger Fachwerkbau mit Ziegelausmauerung, Satteldach mit jeweils mittigem Zwerchhaus beidseitig, errichtet Anfang des 19. Jh. Giebel jeweils dreimal flach vorspringend, Giebeldreiecke teils verbrettert. Nordöstliche Traufseite nachträglich durch einen Ladeneinbau mit großformatigen Schaufensteröffnungen verändert. | 46708045 | BW   |
| Kreuzstraße 5 52° 40′ 39″ N, 7° 57′ 11″ O               | Wohnhaus             | Giebelständiger, eingeschossiger ehemaliger Wandständerbau, Fachwerk verklinkert bzw. verputzt, Satteldach mit nachträglicher Schleppgaupe westlich, errichtet um 1850. Nordostgiebel durch Stallanbau rechtsseitig verdeckt. 1955 teilweise verändert. An den Nordostgiebel des Haupthauses direkt anschließendes Stallgebäude, Ziegelbau, Satteldach, errichtet ebenfalls zweite Hälfte des 19. Jh. | 46708960 | BW   |
| Kreuzstraße 7 52° 40′ 39″ N, 7° 57′ 11″ O               | Wohnhaus             | Giebelständiger, eingeschossiger ehemaliger Wandständerbau, Fachwerk verklinkert bzw. verputzt, Satteldach mit nachträglicher Schleppgaupe westlich, errichtet um 1850. Nordostgiebel durch Stallanbau rechtsseitig verdeckt. 1955 teilweise verändert. An den Nordostgiebel des Haupthauses direkt anschließendes Stallgebäude, Ziegelbau, Satteldach, errichtet ebenfalls zweite Hälfte des 19. Jh. | 46709202 | BW   |
| Kreuzstraße 9 52° 40′ 39″ N, 7° 57′ 10″ O               | Wohnhaus             | Traufständiger, eingeschossiger ehemaliger Wandständerbau, Fachwerk mit Lehmstakung, südwestlich verputzt, Vollwalmdach, errichtet erste Hälfte des 19. Jh. Nordöstliche Traufseite rechtsseitig durch Stallanbau verdeckt. An die nordöstliche Traufseite des Haupthauses direkt anschließender, eingeschossiger Stallanbau, Fachwerk, Wandständerbau, Satteldach, errichtet ebenfalls im 19. Jh. Im Inneren Schweinekoben erhalten.                                                                              | 46709403 | BW   |
| Kreuzstraße 11 52° 40′ 39″ N, 7° 57′ 10″ O              | Wohnhaus             | Giebelständiger, eingeschossiger Wandständerbau, Fachwerk teils mit Lehmstakung und verputzt, Satteldach, errichtet 1820. Südwestgiebel zweimal flach vorkragend, Giebeldreieck verbrettert. Nordwestliche Traufseite linksseitig durch Anbau teilweise verdeckt. Im Inneren hinterer Bereich queraufgeschlossen. | 46711536 | BW   |
| Kreuzstraße 13 52° 40′ 39″ N, 7° 57′ 9″ O               | Wohnhaus             | Giebelständiger, eingeschossigesr Wandständerbau, Fachwerk mit Ziegelausmauerung, Satteldach mit Schleppgaupe westlich, errichtet um 1800. Südgiebel nachträglich massiv ersetzt und verputzt, Geschossgesims und profilierte Segmentbogenfenster. Nordgiebel zweimal vorkragend, Giebeldreieck verbrettert. Nordöstliche Traufseite (Bereich Kammerfach) mit Anbau vom um 1900 rechtsseitig. Im Inneren Flettdielengrundriss mit Kammerfach(?). Umbau um 1950.                                                    | 46711797 | BW   |
| Kreuzstraße 15 52° 40′ 39″ N, 7° 57′ 9″ O               | Wohnhaus             | Giebelständiger, anderthalbgeschossiger, vierachsiger Sichtziegelbau, Satteldach, errichtet um 1910. Umlaufende Geschoss- und Traufengesimse. Beidseitig Giebelgesimse. Fenster segmentbogig. | 35476109 | BW   |
| Kuhstraße 7 52° 40′ 22″ N, 7° 57′ 22″ O                 | Hof Hürkamp          | Giebelständiger, eingeschossiger Vierständerbau, Fachwerk teils mit Lehmstakung, teils mit Ziegelausmauerung, Kammerfach, Satteldach, errichtet 1783 (i). Ostgiebel dreimal vorkragend, Giebeldreieck verbrettert, Dielentor datiert. Westgiebel ohne Überstand, verputzt. Nördliche Traufseite mit Kammeranbau, Pultdach. Die Innenständerreihen erhalten. | 46713627 | BW   |
| Kuhstraße 17 52° 40′ 20″ N, 7° 57′ 20″ O                | Hof Kehlmann         | Giebelständiger, eingeschossiger Fachwerkbau (Zweiständerbau) mit Ziegelausmauerung, Satteldach, errichtet Ende 17. Jh, mit Fragmenten von 1462. Wirtschaftsgiebel (Südostgiebel) zweimal vorkragend über profilierten Knaggen und Balkenstummeln bzw. Schwellbalkenüberstand, Giebeldreieck verbrettert. Wohngiebel ohne Überstand, ursprünglich wohl mit Steckwalm. Im Inneren Flettdielengrundriss mit Scherwand. Ständer teils mit verdicktem Kopf, teils geschwungene Kopfbänder. Kammerfach mit Kriechboden. | 46715815 | BW   |

## L
| Lage                                           | Bezeichnung                       | Beschreibung | ID       | Bild |
| ---------------------------------------------- | --------------------------------- | --- | -------- | ---- |
| Lange Straße 2 52° 40′ 27″ N, 7° 57′ 19″ O     | Wohn-/ Wirtschaftsgebäude         | Giebelständiges, eingeschossiges, ehemaliges Ackerbürgerhaus, ursprünglich Dreiständerbau mit einseitiger Kübbung, Fachwerk mit Ziegelausmauerung, Satteldach, errichtet 1662 (i). Nordostgiebel zweimal vorkragend über profilierten Knaggen und Balkenstummeln, Giebelschwellbalken mit Datierungsinschrift. Südwestgiebel einmal flach vorkragend. Nördliche Kübbung (links) nachträglich erhöht. Südlich Wohnteilanbau. Westlich des Wohnteils eine Kegelbahnanbau von 1967. Nachträglich für Gaststättennutzung umgebaut. | 46716965 | BW   |
| Lange Straße 4 / 6 52° 40′ 28″ N, 7° 57′ 18″ O | Wohnhaus                          | Südlich das giebelständige, eingeschossige ehemaliges Ackerbürgerhaus, Wand- oder Vierständerbau, Fachwerk mit Ziegelausmauerung, Satteldach mit Ladeluke südwestlich, errichtet im 18. Jh. Umbau Ende des 19. Jh. Südostgiebel verputzt, mit profilierten Fensterrahmungen und -verdachungen, stukkierten Brüstungsfeldern und mittigem Zugang. Rückgiebel durch Anbauten verdeckt. Nördlich direkt die Nr. 6 anschließend, verputzter Massivbau über unregelmäßigem Grundriss, Straßenfassade mit neogotischen Stilelementen, vorspringendem Risalit mit Eckerker, Walmdach, errichtet um 1900.                                                                  | 46717792 | BW   |
| Lange Straße 12 52° 40′ 29″ N, 7° 57′ 19″ O    | Wohn-/ Geschäftshaus              | Giebelständiger, zweigeschossiger Fachwerkbau mit verputzten Gefachen, Satteldach, errichtet 1664 (i). 1952 umgebaut, von Architekt Jakob Bremmes(?). Ostgiebel dreimal vorkragend über profilierten Knaggen und Balkenstummeln, nachträglicher Ladeneinbau. Westgiebel durch Anbau verdeckt. | 46718220 | BW   |
| Lange Straße 14 52° 40′ 29″ N, 7° 57′ 19″ O    | Wohn-/ Geschäftshaus              | Giebelständiger, eingeschossiger Fachwerkbau mit Ziegelausmauerung, Satteldach mit Dachaufbauten beiderseits, errichtet um 1800. Beide Giebel ganz flach vorkragend. Ostgiebel mit Winderker im Giebel, EG mit nachträglichem Ladeneinbau. Westgiebel durch einen Anbau (nach 2009) verdeckt. | 46718301 | BW   |
| Lange Straße 16 52° 40′ 30″ N, 7° 57′ 20″ O    | Wohn-/ Geschäftshaus              | Giebelständiger, zweigeschossiger Fachwerkbau, Gefache verputzt, Walmdach, errichtet im 18. Jh. Ostgiebel mit Ladeluke im DG, nachträglichem Ladeneinbau im EG. Westgiebel zwischenzeitlich bretterverschalt, teils durch einen Stallanbau verdeckt. Stallanbau, Fachwerk mit Ziegelausmauerung, Satteldach, ursprünglich auch 18. Jh. | 46718336 | BW   |
| Lange Straße 18 52° 40′ 30″ N, 7° 57′ 19″ O    | Wohn-/ Geschäftshaus              | Giebelständigesr, zweigeschossigesr Fachwerkbau mit Ziegelausmauerung, Satteldach nach Osten abgewalmt, errichtet im 19. Jh. Ursprünglich eingeschossig, nach einem Brand um 1930 aufgestockt. Umlaufendes Geschossgesims. Ostgiebel mit aufgeputzten Stielen und Riegeln sowie profilierten und geohrten Fensterrahmungen mit flacher Verdachung. Das EG durch einen Ladeneinbau nachträglich verändert. | 46718369 | BW   |
| Lange Straße 22 52° 40′ 32″ N, 7° 57′ 20″ O    | Wohn-/ Geschäftshaus              | Giebelständiger, zweigeschossiger verputzter Massivbau, Giebel zur Straßenseite mit Vollwalmdach und mittigem dreiachsigen Zwerchhaus mit Kranbalken, Rückgiebel mit Halbwalmdach, errichtet um 1825–1840. Um 1900 erneuert. Straßenfassade fünfachsig, mittiger Ladeneingang. Im EG aufgeputzte Eckquaderung. Umlaufende Gesimse. | 46718475 | BW   |
| Lange Straße 25 52° 40′ 33″ N, 7° 57′ 23″ O    | Wohn-/ Geschäftshaus              | Repräsentatives, zweigeschossiges, drei- bzw. fünfachsiges Fachwerkhaus, zweifach verriegelt, ohne Streben, Satteldach mit Zwerchhaus nordöstlich, errichtet 1780 für die Handelsfamilie Schröder. Barocker Bauschmuck mit Schaufassade zum Markt. Zwerchhaus mit geschweiftem Volutengiebel. Profilierte Gesimsbretter. Zugang nordöstlich mit bauzeitlicher Tür mit geschnitztem Oberlicht. Südwestliche Traufseite durch Anbau verdeckt. | 46718626 |      |
| Lange Straße 27 52° 40′ 35″ N, 7° 57′ 26″ O    | Wohn-/ Geschäftshaus              | Giebelständiger, zweigeschossiger, fünfachsiger verputzter Massivbau, Krüppelwalmdach, errichtet um 1900. Nordwestgiebel mit um die Ecke gezogenen Traufgesimsen. Erdgeschoss durch Ladeneinbau und Schaufenster verändert. Südostgiebel mit kleinem Fachwerkanbau. | 46735600 | BW   |
| Lange Straße 28 52° 40′ 33″ N, 7° 57′ 21″ O    | Wohn-/ Geschäftshaus              | Giebelständiger, zweigeschossiger, dreiachsiger Fachwerkbau, Satteldach, errichtet um 1790. Südostgiebel Ende 19. Jh. verputzt, mit profilierten Gesimsen, Kranbalken und stukkierten Brüstungsfelder. Laden- und Schaufenstereinbau um 1960. Nordwestgiebel durch einen modernen Anbau teilweise verdeckt. | 46735635 | BW   |
| Lange Straße 29 52° 40′ 35″ N, 7° 57′ 26″ O    | Wohn-/ Geschäftshaus              | Giebelständiger, zweigeschossiger, vierachsiger, verputzter Massivbau, Satteldach mit Zwerchhaus, nach Westen hin abgewalmt, errichtet 1900 (i). Westgiebel als Schaufassade mit historisierendem Stuckdekor, Fenster mit Dreiecksgiebeln, Brüstung mit Balustern und Rocaille zwischen den Fenstern. Konsolenfries im Bereich der Traufe. Zwerchhaus mit Pilastern, Rundbogenfenster, flankiert von Voluten und Obelisken. EG nachträglich durch Laden- und Schaufenstereinbauten verändert. Südgiebel durch modernen Anbau verdeckt. | 46735720 |      |
| Lange Straße 31 52° 40′ 36″ N, 7° 57′ 26″ O    | Wohn-/ Geschäftshaus              | Giebelständiges, zweigeschossiges Wohn- und Geschäftshaus über nach hinten schmaler werdendem Grundriss, Fachwerk mit Ziegelausmauerung, aus älterem Vorder- und jüngerem Hinterhaus bestehend, Satteldach mit Krüppelwalm nach Südosten, errichtet bereits 1659 (Vorderhaus). Nordwestgiebel dreimal vorkragend über Schwellbalkenüberstand, profilierten Knaggen und Balkenstummeln. Eingerückter Zugang und Tür von um 1880. Südostgiebel einmal vorkragend. | 46735848 | BW   |
| Lange Straße 37 52° 40′ 37″ N, 7° 57′ 29″ O    | Königlich Preußisches Amtsgericht | Verwaltungsgebäude, Anlage mit drei Flügeln in massiver Ziegelbauweise um Hof- bzw. Platzsituation. Vorder- und Seitenflügel zweigeschossig, auf hohem Sockel mit Souterrain, hinterer Flügel teils dreigeschossig, Vollwalmdächer. In der Südecke des Hofes Treppenturm mit Kegeldach. Fassade nach Nordwesten als Schaufassade mit Zierformen sowie außermittigem Risalit unter Zwerchdach mit Treppengiebel und Halbkreis-Aufsatz. Umlaufendes Traufgesims. | 46718995 |      |
| Lange Straße 38 52° 40′ 34″ N, 7° 57′ 24″ O    | Wohn-/Geschäftshaus               | Giebelständiger, zweigeschossiger, dreiachsiger verputzter Massivbau, Walmdach, errichtet um 1880. Südostfassade zum Marktplatz als Schaufassade mit historisierendem Baudekor, darunter profiliertes Geschossgesims mit Eierstab, Pilaster, vegetabile und figürliche Stuckornamente, Konsolen und Kranzgesims. Nordwestfassade durch moderne Anbauten verdeckt. | 46742801 | BW   |
| Lange Straße 39 52° 40′ 38″ N, 7° 57′ 29″ O    | Wohn-/ Geschäftshaus              | Traufständiges, eingeschossiges Wohn- und Geschäftshaus, ehemaliges Querdielenhaus, Fachwerk mit Ziegelausmauerung, Satteldach mit außermittigen Zwerchhäusern beiderseits, errichtet in der ersten Hälfte des 19. Jh. Beide Giebel zweimal über Schwellbalkenüberstand und über Kehlbalken vorkragend. Der Nordostgiebel durch die Nachbarbebauung verdeckt. | 46742876 | BW   |
| Lange Straße 40 52° 40′ 35″ N, 7° 57′ 24″ O    | Wohn-/ Geschäftshaus              | Giebelständiger, zweigeschossiger Fachwerkbau mit Putzsockel und verputzten Gefachen, Satteldach, Krüppelwalm an der Einmündung Große Kirchstraße, errichtet 1509 (d), erweitert 1739 (d), 1844 (d) und 1882 (d). Ausgebautes DG, EG mit großem Ladeneinbau. Rückgiebel durch zweigeschossigen Fachwerkanbau verdeckt. Umbau 1960. Deutscher Fachwerkpreis 2020. | 44687171 |      |
| Lange Straße 42 52° 40′ 35″ N, 7° 57′ 24″ O    | Wohn-/ Geschäftshaus              | Repräsentatives, giebelständiges, eingeschossiges ehemaliges Ackerbürgerhaus, als Wandständerbau, über schiefwinkeligem Grundriss, Fachwerk mit Ziegelausmauerung, Kammerfach, Satteldach, errichtet 1667 (i). Nachträglich dendrochronologisch auf 1452 datiert. Südostgiebel dreimal vorkragend, über Schwellbalkenüberstand, profilierten Knaggen und Balkenstummeln. Nordwestgiebel einmal über profilierten Knaggen und Balkenstummeln vorkragend. Traufseiten ehemals mit profilierten Knaggen und Balkenköpfen. Balkenköpfe mit Schnitzwerk, Sonne, Mond und Sternen. Giebel mit geschnitzter Kartuschenrahmung und Inschrift im Spiegel. Veränderung 1901. | 41321783 |      |
| Lange Straße 44 52° 40′ 35″ N, 7° 57′ 25″ O    | Wohn-/ Geschäftshaus              | Zweigeschossiger verputzter Massivbau, Satteldach mit Zwerchgiebel südöstlich, errichtet 1907 anstelle des sogenannten Witteschen Haus, einem Fachwerkhaus von 1662, das einem Brand zum Opfer fiel. Südöstliche Fassade links vorspringend, mit Fachwerkerker und Balkon im OG. EG durch Laden- und Schaufenstereinbau nachträglich verändert. | 46745264 | BW   |
| Lange Straße 45 52° 40′ 39″ N, 7° 57′ 31″ O    | Wohnhaus                          | Zweigeschossiger, fünfachsiger verputzter Massivbau, Walmdach mit Zwerchhaus östlich und Gaupe südlich, errichtet um 1860. Umbau 1923, darunter auch Fassaden mit neoklassizistischem Dekor versehen, mit Kolossalpilaster, umlaufendem Kranzgesims, Zugangsportikus, segmentbogige Öffnungen mit profiliertem Putzrahmen. Das Gebäude wurde auch als Musikschule benutzt. | 46746112 | BW   |
| Lange Straße 46 52° 40′ 36″ N, 7° 57′ 25″ O    | Wohn-/ Geschäftshaus              | Giebelständiger, zweigeschossiger Fachwerkbau mit Ziegelausmauerung, Gefache verputzt, Satteldach, errichtet um 1780. Südwestliche Traufseite teils massiv ersetzt. Umlaufendes Geschossgesims. Südostgiebel mit mittigem Zugang, bauzeitliches Portal. Umbau und Entkernung 1979. | 41321798 | BW   |
| Lange Straße 48 52° 40′ 36″ N, 7° 57′ 25″ O    | Wohn-/ Geschäftshaus              | Als Eckbebauung und giebelständig zur Langen Straße gelegener, zweigeschossiger Ständer-Stockwerksbau, Fachwerk mit Ziegelausmauerung, Satteldach mit Kehlbalkenkonstruktion, errichtet 1661 (i). Südwestliche Traufseite entsprechend der Konstruktion sowie beide Giebel vorkragend, mit profilierte Knaggen und Balkenstummeln. Südostgiebel mit Aufzugsbalken, Stockwerksbalken mit Inschrift. Nachträglich durch Einbringen von mittiger Tür und Schaufenstern 1902 (i) verändert. Nordwestgiebel durch nachträglichen Fachwerkanbau teilweise verdeckt. | 41321821 |      |
| Lange Straße 49 52° 40′ 40″ N, 7° 57′ 30″ O    | Wohn-/ Geschäftshaus              | Giebelständiger, zweigeschossiger Fachwerkbau mit konstruktiv zwei getrennten Bauteilen, Satteldach, errichtet im 18. Jh., möglicherweise Teile des Kerngerüstes älter. Nachträglich den Straßengiebel massiv ersetzt. Gebäude durch Ladeneinbau verändert. | 43234336 | BW   |
| Lange Straße 50 52° 40′ 37″ N, 7° 57′ 26″ O    | Wohn-/ Geschäftshaus              | Giebelständiger, ein- bis zweigeschossiger Fachwerkbau mit Ziegelausmauerung, Satteldach, errichtet im 18. Jh. Zweigeschossiger, vorderer Gebäudeteil nach Südosten mit einmal vorkragendem Giebel und veränderter Öffnungsstruktur. Nachträgliche, liegende und großformatige Fenster. Eingeschossiger, hinterer Gebäudeteil nach Nordwesten mit flachem Giebel. | 46745568 | BW   |
| Lange Straße 58 52° 40′ 38″ N, 7° 57′ 28″ O    | Wohn-/ Geschäftshaus              | Traufständiger, zweigeschossiger, fünfachsiger Fachwerkbau mit Ziegelausmauerung, Walmdach mit zwei Schleppgaupen südöstlich, errichtet um 1820. Südostfassade mit mittigem Eingang und nachträglichen Schaufenstern im EG. | 46746505 | BW   |
| Lange Straße 62 52° 40′ 39″ N, 7° 57′ 29″ O    | Wohn-/ Geschäftshaus              | Giebelständiger, eingeschossiger Wandständerbau, Fachwerk mit Ziegelausfachungen, Satteldach mit Dachaufbauten beiderseits, errichtet Anfang des 19. Jh. Der vordere, östliche Gebäudeteil breiter und gegenüber dem hinteren, westlichen Gebäudeteil um 2,5 m südlich vorspringend. Ostgiebel zweimal über Schwellbalkenüberstand vorkragend, mit Kranbalken und Ladeluke im Giebel. Nachträglich durch Laden- und Schaufenstereinbau im EG verändert. | 46747500 | BW   |
| Lange Straße 64 52° 40′ 40″ N, 7° 57′ 29″ O    | Wohn-/ Geschäftshaus              | Giebelständiger, eingeschossiger Vierständerbau, Fachwerk mit Ziegelausmauerung, Satteldach mit nachträglichem Zwerchhaus nördlich, errichtet in der ersten Hälfte des 19. Jh., laut Datierung der Wetterfahne 1853. Ostgiebel mit profiliertem Holzgesims, durch Laden- und Schaufenstereinbau verändertes EG. Westgiebel einmal flach vorkragend. | 46747647 | BW   |
| Lange Straße 66 52° 40′ 40″ N, 7° 57′ 29″ O    | Wohn-/ Geschäftshaus              | Traufständiger, zweigeschossiger Fachwerkbau mit Ziegelausmauerung, Walmdach mit breiten Schleppgaupen, errichtet ursprünglich 1706 (i). Um 1920 aufgestockt. Östliche Traufseite mit Dielentor links, nachträglichem Eingang rechts. Im OG mittig Loggia, rechts und links jeweils Fenstererker mit verzierten Brüstungsfeldern. Westgiebel durch mehrere, nachträgliche Anbauten größtenteils verdeckt. | 46751353 |      |
| Lange Straße 68 52° 40′ 41″ N, 7° 57′ 28″ O    | Wohn-/ Geschäftshaus              | Giebelständiger, anderthalbgeschossiger, fünfachsiger verputzter Massivbau, Satteldach mit Dachaufbauten südlich, errichtet in der zweiten Hälfte des 19. Jh für die Weingroßhandlung C. Kruse, die 1853 gegründet wurde. Ostgiebel mit schlichtem neoklassizistischem Dekor, umlaufende profilierte Gesimse, profilierte Putzrahmungen und aufgeputzte Brüstungsfelder im EG. | 46752085 | BW   |
| Lange Straße 70 52° 40′ 41″ N, 7° 57′ 28″ O    | Wohn-/ Geschäftshaus              | Giebelständiger, anderthalbgeschossiger, fünfachsiger Ziegelbau, Satteldach, errichtet nach einem Brand 1875. Ostgiebel mit aufgeputzten Eckpilastern, Trauf- und Geschossgesims, Fenster- und Türrahmungen, teils mit flacher Verdachung. Nachträglicher Wintergarten straßenseitig. | 46752173 | BW   |
| Lange Straße 72 52° 40′ 42″ N, 7° 57′ 28″ O    | Wohn-/ Geschäftshaus              | Giebelständiger, ursprünglich eingeschossiger Fachwerkbau, Satteldach mit Dachaufbau nördlich, errichtet um 1830. Nachträglich im östlichen Bereich aufgestockt. Ostgiebel verputzt, durch nachträglichen Laden- und Schaufenstereinbau im EG verändert. Rückgiebel durch Anbau teilweise verdeckt. | 46752206 | BW   |
| Lange Straße 72 52° 40′ 42″ N, 7° 57′ 28″ O    | Garten                            | Nördlich des Haupthauses gelegener Garten, ursprünglich Kaffeegarten, mit geschnittenen Taxusbäumen und Hecken, errichtet zusammen mit dem Haupthaus Mitte des 19. Jh. | 46752254 | BW   |
| Lange Straße 52° 40′ 42″ N, 7° 57′ 29″ O       | Hohe Pforte                       | Ehemaliges Stadttor von 1515 (d), über quadratischem Grundriss, Bruchsteinmauerwerk, steiles Satteldach mit nachträglich aufgesetzter geschweifter Haube von 1781. Weitere Bauphase 1657. Das Stadttor entstand im Rahmen der Errichtung der Stadtmauer ab Anfang 14. Jh. und schloss ursprünglich die Stadt nach Norden hin ab. | 41321739 |      |
| Lange Straße 76 52° 40′ 43″ N, 7° 57′ 28″ O    | Wohn-/ Geschäftshaus              | Repräsentativer, giebelständiger, eingeschossiger Vierständerbau über unregelmäßigem Grundriss, Fachwerk mit Ziegelausmauerung, Satteldach mit Dachaufbauten beiderseits, DG ausgebaut, errichtet um 1750. Ostgiebel als Schaugiebel mit aus Holz vorgeblendetem Volutengiebel, Gesimsen, Kranbalken und Ladeluke. Mittig ein eingezogenes Tor mit feststehendem, verzierten Oberlicht. Westgiebel zweimal flach vorkragend, über profilierten Knaggen und Schwellbalkenüberstand sowie Halbwalm. Umbau um 1855. Im Inneren der Flettdielengrundriss als Ausgangsform einer komplizierten, vielräumigen Grundrissform.                                             | 41321839 |      |
| Lange Straße 78 52° 40′ 43″ N, 7° 57′ 28″ O    | Wohn-/ Geschäftshaus              | Giebelständiger, eingeschossiger Wandständerbau, Fachwerk mit Ziegelausmauerung, Satteldach mit Schleppgaupen beiderseits, errichtet in der ersten Hälfte des 19. Jh., 1965 umgebaut. Ostgiebel dreimal über profiliertem Schwellbalkenüberstand vorkragend, mit mittigem Eingang und nachträglichen Schaufenstern. Westgiebel nachträglich durch massives Ziegelmauerwerk ersetzt. | 46746836 | BW   |

## M
| Lage                                | Bezeichnung          | Beschreibung | ID       | Bild           |
| ----------------------------------- | -------------------- | --- | -------- | -------------- |
| Markt 1 52° 40′ 34″ N, 7° 57′ 25″ O | Rathaus              | Traufständiger, zweigeschossiger, siebenachsiger verputzter Massivbau, Walmdach, errichtet 1818 (i). Mittelrisalit südlich zum Marktplatz, mit zweiläufiger Freitreppe und Hauptportal. Westgiebel mit Nebenportal, Inschrift, darunter Stadtwappen und Datierung. Fassaden mit klassizistischem Dekor, darunter Eckquaderung, profiliertes Geschossgesims aus Sandstein, umlaufendes Kranzgesims. 1940er Erweiterung der Büroräume und Errichtung des Verbindungsganges über Schwibbogen zu Lange Straße 27 als sogenannte „gehobene Beamtenlaufbahn“. | 41321764 | Weitere Bilder |
| Markt 2 52° 40′ 34″ N, 7° 57′ 27″ O | Bürogebäude          | Traufenständiges, dreiflügeliges, zweigeschossiges, elfachsiges Bürogebäude, verputzter Massivbau, Mansarddach mit stehenden Gaupen, errichtet 1910. Fassaden mit umlaufendem Kranzgesims, teils mit aufgeputzten Brüstungsfeldern. Rückfassade dreigeschossig, ohne Mansardausbildung. | 46754459 | BW             |
| Markt 3 52° 40′ 33″ N, 7° 57′ 28″ O | St. Marien           | Östlich des Marktplatzes gelegene Kirche aus Sandstein, Basilika mit hohem Mittel- und niedrigen Seitenschiffen, errichtet 1948/49 nach Plänen des Architekten Heinrich Feldwisch-Dentrup unter Einbeziehung des neogotischen Backsteinturms der Saalkirche aus dem 17. Jh., die 1945 zerstört wurde, des Westturmes von 1873 und des mittelalterlichen Wehrturmes eines ehemaligen Burgmannenhofes. Im Inneren von der mittelalterlichen Ausstattung die Pieta der Marienkapelle von um 1420, Holzkruzifix des 16. Jh. erhalten. Zudem barocke Statuen der heiligen Johannes Nepomuk und Ignatius von Loyola von um 1700, von Bildhauer Thomas Simon Jöllemann, und das Ewige Licht. | 37129273 | Weitere Bilder |
| Markt 5 52° 40′ 31″ N, 7° 57′ 25″ O | Bürogebäude          | Giebelständiges, zweigeschossiges Bürogebäude, Sichtziegelbau, Satteldach, errichtet 1894 als Volksschule. Umlaufendes, geschosstrennendes Gesims mit Deutschem Band, segmentbogige Fensteröffnungen. Nordgiebel als Schaugiebel zum Marktplatz mit fünf Achsen, Spitzbogenfries zwischen OG und Giebel, gestufter Blendbogen im Giebel. Südgiebel durch nachträglichen zweigeschossigen Gebäudetrakt, von 1925, in gleicher Bauweise verdeckt. | 46755020 | BW             |
| Markt 6 52° 40′ 31″ N, 7° 57′ 25″ O | Wohnhaus             | Etwas zurückgesetzt mit Vorgarten. Traufständiger, eingeschossiger Fachwerkbau, teils mit Lehmstakung, teils mit Ziegelausmauerung, Satteldach mit Zwerchhaus beiderseits, wiedererrichtet 1980/81 unter Verwendung des originalen Gerüstet von 1625 (i). Nördliche Traufseite mit Inschriftbalken. | 37129380 | BW             |
| Markt 7 52° 40′ 31″ N, 7° 57′ 24″ O | Wohn-/ Geschäftshaus | Repräsentativer, giebelständiger, zweigeschossiger Fachwerkbau mit Ziegelausmauerung, Satteldach, errichtet um 1800. Nordgiebel als Schaufassade mit Ladeluke, Kranbalken und mittigem Zugang über Sandsteinstufen. Heute als Stadtmuseum genutzt. | 37129345 |                |

## P
| Lage                                         | Bezeichnung                                   | Beschreibung | ID       | Bild |
| -------------------------------------------- | --------------------------------------------- | --- | -------- | ---- |
| Pfaffenstraße 12 52° 40′ 40″ N, 7° 57′ 16″ O | Haus Heye/Sies                                | Giebelständiges, eingeschossiges Wohn-/Wirtschaftsgebäude, Fachwerk mit Ziegelausfachung, Satteldach, 1655 (i) als Dreiständerbau mit rechtsseitiger Kübbung und Knaggengiebel errichtet und 1880 (d) zum Vierständerbau umgebaut. Südostgiebel mit profilierten Knaggen und ehemaligem Dielentor, nachträglich durch Haustür ersetzt. 2009 Sanierung und Umbau zu einem Mehrfamilienwohnhaus.          | 45563357 | BW   |
| Pfaffenstraße 18 52° 40′ 41″ N, 7° 57′ 19″ O | Burgmannhof von Dinklage                      | Traufständiges, eingeschossiges Wohnhaus, Fachwerk mit Ziegelausmauerung, Krüppelwalmdach mit Schleppgaupen beiderseits, errichtet 1735 (i) als Bestandteil eines ehemaligen Burgmannhofes. Südöstliche Traufseite mit mittigem Eingang, darüber Inschriftenkartusche. | 46756072 | BW   |
| Pfaffenstraße 30 52° 40′ 42″ N, 7° 57′ 20″ O | Burgmannshof zur Großen Mühle (Wohnhaus)      | Südwestlich an das herrenhausähnliche Fachwerkgebäude direkt anschließendes, zweigeschossiges Wohnhaus, verputzter Massivbau, Walmdach mit stehenden Gaupen süd- und nordwestlich, errichtet Anfang 19. Jh. Südöstliche Fassade mit Putzrustizierung im EG und mittigem Zugang. Südwestliche Fassade mit nachträglichem Eingangsvorbau von 1910.                                                        | 46756325 | BW   |
| Pfaffenstraße 30 52° 40′ 43″ N, 7° 57′ 21″ O | Burgmannshof zur Großen Mühle (Wohnhaus)      | Traufständiges, zweigeschossiges Wohnhaus, Fachwerk mit Ziegelausmauerung, stockwerksweise abgezimmert, Krüppelwalmdach, errichtet im frühen 17. Jh. OG stark auskragend, teils über Balkenstummeln, teils mit Taustabknaggen. Südwestgiebel an das klassizistische Wohnhaus direkt anschließend. Nordwestliche Traufseite mit modernen Anbauten.                                                       | 46756368 | BW   |
| Pfaffenstraße 30 52° 40′ 43″ N, 7° 57′ 22″ O | Burgmannshof zur Großen Mühle (Mühlengebäude) | Giebelständiges Mühlengebäude einer ehemaligen Mahlmühle, Bruchsteinbau, Satteldach mit Krüppelwalm nach Südosten und Ladeluke/Holzerker südwestlich. Südwestliche Traufseite mit Eckquaderung, Fensteröffnungen mit Sandsteingewänden.Der Mühlenstandort geht bereits ins 13. Jh. zurück. Ab 1724/25 Grundinstandsetzung des Mühlengebäudes und Erweiterung auf drei Mahlgänge mit zwei Pansterrädern. | 46756286 |      |
| Pfaffenstraße 30 52° 40′ 42″ N, 7° 57′ 22″ O | Burgmannshof zur Großen Mühle (Stall)         | Eingeschossiger Fachwerkbau mit Ziegelausmauerung, Satteldach, errichtet im 18. Jh. Nordwestliche Traufseite mit Ladeluke mittig. | 46780629 | BW   |

## S
| Lage                                           | Bezeichnung                    | Beschreibung | ID       | Bild |
| ---------------------------------------------- | ------------------------------ | --- | -------- | ---- |
| Schiphorst 2 52° 40′ 34″ N, 7° 57′ 8″ O        | Wohnhaus                       | Traufständiger, zweigeschossiger, fünfachsiger verputzter Massivbau, Walmdach mit Ladeluke nördlich, errichtet um 1900. Nordöstliche Traufseite mit aufgeputzter Eckquaderung, profiliertes Geschossgesims und profilierte Fenster- und Türrahmungen. Südwestliche Traufseite mit Balkon. | 46790725 | BW   |
| Schiphorst 9 52° 40′ 35″ N, 7° 57′ 7″ O        | Hotel zur Post                 | Traufständiger, zweigeschossiger verputzter Massivbau über unregelmäßigem Grundriss, Satteldächer, errichtet 1877/78. Südliche Traufseite als Schaufassade, mit risalitartigem Vorsprung, Eckquaderung, profiliertem Geschoss- und Fensterbankgesims und Traufgesims mit Akanthusfries. Fenster mit profilierten Umrandungen, im OG mit dekorativen Brüstungsfeldern und segmentbogigen Verdachungen.                           | 46790943 | BW   |
| Schiphorst 12 52° 40′ 36″ N, 7° 57′ 4″ O       | Wohnhaus                       | Traufständiger, eingeschossiger Wandständerbau, Fachwerkbau mit Ziegelausmauerung, Satteldach, errichtet in der ersten Hälfte des 19. Jh. Nachträglich die Öffnungsstruktur verändert. | 46791075 | BW   |
| Schiphorst 14a 52° 40′ 36″ N, 7° 57′ 2″ O      | Kleine Mühle                   | Nördlich des Hase-Arms gelegenes Mühlengebäude, als ehemalige Kornmühle bereits 1235 erstmals erwähnt. Der zweigeschossige, verputzte Massivbau, mit Krüppelwalmdach um 1708 erbaut. | 43472609 | BW   |
| Schiphorst 20 52° 40′ 37″ N, 7° 56′ 58″ O      | Wohnhaus                       | Traufständiger, anderthalbgeschossiger verputzter Massivbau, Satteldach mit Giebelgaupe nördlich, als Eckbau 1900 errichtet. Schaufassaden mit Horizontalverfugung und vorspringendem Geschossgesims. Reiche Fenstergliederung. | 44643803 | BW   |
| Schiphorst 23 52° 40′ 37″ N, 7° 57′ 1″ O       | Wohnhaus                       | Zweigeschossiges Wohnhaus mit Souterrain, verputzter Massivbau, Walmdach, errichtet Ende des 19. Jh. Südwestliche Traufseite als Schaufassade mit außermittigem Risalit, Putzfugen, Sockel-, Geschoss- und Fenstergesimse sowie Traufgesims mit dekorativem Fries. | 46793758 | BW   |
| Schulstraße 29 52° 41′ 6″ N, 7° 56′ 56″ O      | Hof Schenkebier (Heuerhaus)    | Giebelständiger Zweiständerbau, Fachwerk mit Ziegelausmauerung, nordwestlich ein Anbau in Massivbauweise, Wirtschaftsgiebel einmal vorkragend, Wohngiebel ohne Vorkragung, Satteldach, errichtet um 1780. Innengerüst mit erhaltenen Ständerreihen. Ständer mit gabelförmigem Kopf, geschwungene Kopfbänder dielenseitig zwischen Ständer und Dachbalken. Kammerfach massiv erweitert.                                          | 46717834 | BW   |
| Schwarzer Weg 5 52° 40′ 33″ N, 7° 56′ 59″ O    | Artländer Melioration          | Traufständiges, zweigeschossiges, dreiachsiges Verwaltungsgebäude des Wasser- und Bodenverbandes, verputzter Massivbau, Mansarddach mit Fledermausgaupe nördlich, errichtet um 1909. Südfassade als Schaufassade mit Eckpilastern, profiliertem Traufgesims, Altan mittig, Drillingsfenster und Inschrift „Artländer Melioration“ darüber.                                                                                      | 46653670 | BW   |
| Steimelager Weg 52° 40′ 6″ N, 7° 57′ 38″ O     | Jüdischer Friedhof Quakenbrück | Der Friedhof liegt südlich des Ortskerns von Quakenbrück, unweit des Evangelischen Friedhofs. Das rechteckige Friedhofsareal mit großer Rasenfläche wird von einer Hecke, Buschwerk und einzelnen Bäumen eingefasst. Die sieben erhaltenen Grabsteine aus der Zeit von 1931 bis 1935 stehen in einer Reihe, parallel zur westlichen Grundstücksgrenze.                                                                          | 46577617 |      |
| St. Annenstraße 20 52° 40′ 48″ N, 7° 57′ 32″ O | Scheune                        | Giebelständiger Fachwerkbau mit Ziegelausmauerung, Satteldach, errichtet 1860. Nachträglich zur Wohnnutzung umgebaut, Öffnungsstruktur des Südostgiebel verändert. | 46794745 | BW   |
| St. Annenstraße 22 52° 40′ 48″ N, 7° 57′ 32″ O | Wohn-/ Wirtschaftsgebäude      | Giebelständiger Vierständerbau, Dachbalken außen eingehälst, Kammerfach mit Eckständern, Fachwerk mit Ziegelausmauerung, Satteldach mit Dachaufbau östlich, errichtet 1730. Südgiebel dreimal vorkragend, über profilierten Knaggen und Balkenstummeln sowie Schwellbalkenüberstand. Nordgiebel ohne Vorkragung. Östliche Traufseite massiv ersetzt. Innengefüge weitgehend ersetzt und verbaut.                                | 46793982 | BW   |
| St. Annenstraße 23 52° 40′ 48″ N, 7° 57′ 35″ O | Wohnhaus                       | Giebelständiger, eingeschossiger Fachwerkbau, Vierständerbau(?), Gefache verputzt, Satteldach, errichtet Anfang 19. Jh. Nordwestgiebel zweimal flach vorkragend, Dielentor durch Schaufenster und Haustür ersetzt. Innengefüge teils ersetzt, teils verbaut. | 46793982 | BW   |
| St. Annenstraße 32 52° 40′ 49″ N, 7° 57′ 34″ O | Wohn-/ Wirtschaftsgebäude      | Traufständiger, eingeschossiger Fachwerkbau mit Ziegelausmauerung, Wandständerbau mit aufgerähmten Dachbalken, Satteldach mit Schleppgaupe südöstlich, errichtet in der zweiten Hälfte des 19. Jh. Beide Giebel ursprünglich mit Dielentor und Zugang. Nordwestliche Traufseite mit Stallanbau. | 46794440 | BW   |
| St. Antoniort 1 52° 40′ 26″ N, 7° 57′ 21″ O    | Wohn-/ Wirtschaftsgebäude      | Einstöckiger, giebelständiger Vierständerbau, Fachwerk mit Ziegelausmauerung, Kammerfach, Satteldach, errichtet 1781 (i). Giebel jeweils zweimal vorkragend. Innenraum vollständig umgebaut, Innengefüge ersetzt. | 46610725 | BW   |
| St. Antoniort 3 52° 40′ 25″ N, 7° 57′ 21″ O    | Wohn-/ Wirtschaftsgebäude      | Einstöckiger, giebelständiger Vierständerbau, Fachwerk mit Ziegelausmauerung, Flettdielengrundriss, Kammerfach, Satteldach, südwestlich mit Krüppelwalm, errichtet 1781 (i). Südwestgiebel einmal vorkragend, teils über profilierten Knaggen. Nordostgiebel zweimal über Schwellbalkenüberstand vorkragend, Dielentor mit Inschrift. Im Inneren Ständerreihen mit geschwungenen Kopfbändern. Luchten mit profilierten Knaggen. | 46610778 | BW   |
| St. Antoniort 18 52° 40′ 24″ N, 7° 57′ 26″ O   | Wohn-/ Wirtschaftsgebäude      | Giebelständiger, eingeschossiger Wandständerbau(?), Fachwerk mit Ziegelausmauerung, Krüppelwalmdach, errichtet um 1850. Giebel jeweils einmal über Schwellbalkenüberstand vorkragend. Südwestgiebel mit mittiger Eingangstür. Nordostgiebel mit bauzeitlichem Stallanbau rechts, Fachwerk, Satteldach. | 46803108 | BW   |
| St. Antoniort 19 52° 40′ 23″ N, 7° 57′ 26″ O   | Wohnhaus                       | Giebelständiger eingeschossiger Fachwerkaub mit Ziegelausmauerung, Satteldach, errichtet um 1820. Nordostgiebel zweimal flach vorkragend mit mittigem Zugang über zwei Stufen. Südwestgiebel mit bauzeitlichem Stallanbau links, Fachwerk mit Ziegelausfachungen, Satteldach. | 46805101 | BW   |
| St. Antoniort 24 52° 40′ 23″ N, 7° 57′ 29″ O   | Wohnhaus                       | Giebelständiger, eingeschossiger Massivbau aus Ziegelmauerwerk, Krüppelwalmdach mit Schleppgaupen beiderseits, errichtet in der zweiten Hälfte des 19. Jh. Südwestgiebel mit Eckpilastern, mittigem zurückgesetztem Zusang und profilierter Verdachung. Nordostgiebel mit Schornstein links und Anbau rechts. Anbau ursprünglich ein bauzeitliches, eingeschossiges Stallbegebäude, Ziegelmauerwerk, Satteldach.                | 46805248 | BW   |
| St. Antoniort 25 52° 40′ 22″ N, 7° 57′ 27″ O   | Wohnhaus                       | Giebelständiger, eingeschossiger Wandständerbau(?), Fachwerk mit Ziegelausmauerung, Krüppelwalmdach mit Schleppgaupe westlich, errichtet wohl 1830. Nordostgiebel einmal flach vorkragend, über Schwellbalkenüberstand mit mittigem, zurückgesetztem Eingang. Südwestgiebel durch Anbauten teils verdeckt. | 46805379 | BW   |
| St. Antoniort 34 52° 40′ 22″ N, 7° 57′ 32″ O   | Wohn-/ Wirtschaftsgebäude      | Giebelständiges, eingeschossiges Ackerbürgerhaus, Wandständerbau(?), Fachwerk mit Ziegelausmauerung, Satteldach nach Norden mit Krüppelwalm und Schleppgaupen östlich, errichtet 1824 (i). Südwestgiebel zweimal flach vorkragend. Rückgiebel verputzt. Das ehemalige eingezogene Dielentor durch eine Haustür ersetzt. | 46806112 | BW   |
| St. Antoniort 36 52° 40′ 22″ N, 7° 57′ 33″ O   | Wohn-/ Wirtschaftsgebäude      | Giebelständiger, eingeschossiger ehemaliges Ackerbürgerbau, Vierständerbau(?), über unregelmäßigem Grundriss, Fachwerk mit Ziegelausmauerung, Satteldach mit Schleppgaupen östlich, errichtet in der zweiten Hälfte des 18. Jh. Giebel jeweils einmal vorkragend, über profilierten Knaggen und Balkenstummeln. Südwestgiebel mit ehemaligem Dielentor mittig.                                                                  | 46813260 | BW   |
| St. Antoniort 41 52° 40′ 21″ N, 7° 57′ 32″ O   | Wohn-/ Wirtschaftsgebäude      | Giebelständiger, eingeschossiger Vierständerbau, ehemaliges Ackerbürgerhaus, Fachwerk mit Ziegelausmauerung, Kammerfach, Satteldach, errichtet um 1730. Nordgiebel zweimal vorkragend, über Schwellbalkenüberstand, mit ehemaligem Dielentor mittig. Südgiebel zweimal über profilierten Knaggen und Balkenstummeln bzw. Schwellbalkenüberstand vorkragend, mit Anbau links.                                                    | 46813335 | BW   |
| St. Antoniort 50 52° 40′ 20″ N, 7° 57′ 37″ O   | Hedemannsche Haus              | Giebelständigesr, zweigeschossiger, fünfachsiger massiver Sichtziegelbau, Krüppelwalmdach, errichtet um 1840. Südwestgiebel und Traufseiten mit Giebel- und Traufgesims. Südwestgiebel mit Zugang mittig, mit profilierter Öffnungsumrandung, Fruchtgirlanden und Zahnschnitt. | 46813535 | BW   |

## W
| Lage                                         | Bezeichnung                     | Beschreibung | ID       | Bild |
| -------------------------------------------- | ------------------------------- | --- | -------- | ---- |
| Wilhelmstraße 31 52° 40′ 32″ N, 7° 56′ 53″ O | Bahnhof Quakenbrück (Stellwerk) | Nördlich des Empfangsgebäudes gelegenes, freistehendes, zweigeschossiges Stellwerk, über unregelmäßigem Grundriss, Ziegelbau, Flachdach, errichtet Anfang 1950er Jahre. Nördliche Fassade polygonal ausgebildet, im OG umlaufend befenstert. Östlich ein Zugang zum OG. | 46600885 | BW   |

### Gut Vehr
| Lage                                       | Bezeichnung                | Beschreibung | ID       | Bild |
| ------------------------------------------ | -------------------------- | --- | -------- | ---- |
| Gut Vehr 5 a-e 52° 40′ 21″ N, 7° 56′ 49″ O | Gut Vehr (Scheune)         | Im Südosten der Anlage gelegene langgestreckter massiver Ziegelbau, drei Quereinfahrten, Satteldach, hofseitig weit auskragend, errichtet zwischen 1930 und 1934. | 46709722 | BW   |
| Gut Vehr 6 52° 40′ 48″ N, 7° 56′ 19″ O     | Gut Vehr (Wohnhaus)        | Im Osten der Anlage gelegenes zweigeschossiges Verwalterwohnhaus, massiver Ziegelbau, hofseitig mittig ein risalitartiger Vorsprung mit Balkon, Satteldach mit Dachaufbau hofseitig, errichtet 1930–1934. | 46709675 | BW   |
| Gut Vehr 7 52° 40′ 49″ N, 7° 56′ 20″ O     | Gut Vehr (Speicher)        | Im Nordosten des Wirtschaftshofes gelegener Getreidespeicher, massiver Ziegelbau, liegende Fensteröffnungen, mittig in einer Achse über vier Ebenen die Ladeluken angeordnet, Walmdach mit weit auskragender Ladelukenüberdachung, errichtet zwischen 1930 und 1934. | 46713880 | BW   |
| Gut Vehr 7 52° 40′ 50″ N, 7° 56′ 20″ O     | Gut Vehr (Betriebsgebäude) | Im Nordosten des Wirtschaftshofes, im Zwickel zwischen Rinderstall und Speicher gelegenes Betriebsgebäude, vorwiegend als Lagergebäude genutzt, massiver Ziegelbau, zwei Quereinfahrten, Satteldach mit Ladeluke mittig, errichtet zwischen 1930 und 1934. | 46713904 | BW   |
| Gut Vehr 52° 40′ 50″ N, 7° 56′ 18″ O       | Gut Vehr (Stall)           | Den Wirtschaftshof nach Norden abschließender Rinderstall mit burgartigem Charakter, massiver Ziegelbau, Hoffassade durch zwei größere und zwei kleinere Zwerchhäuser, die die Ladeluken aufnehmen, aber den Eindruck von Torbauten vermitteln, bewegt, Quereinfahrten, Ziegelziersetzung und expressionistische Reliefstruktur, Satteldach, Dachreiter mit Glocke mittig, errichtet zwischen 1930 und 1934. | 46713728 | BW   |
| Gut Vehr 52° 40′ 50″ N, 7° 56′ 15″ O       | Gut Vehr (Stall)           | Im Nordwesten des Wirtschaftshofes gelegener Schweinestall, massiver Ziegelbau, Quereinfahrt, Südwestgiebel blendartig auskragend, Ziegelziersetzung und expressionistische Reliefstruktur, Satteldach, errichtet zwischen 1930 und 1934. | 46713592 | BW   |
| Gut Vehr 52° 40′ 47″ N, 7° 56′ 14″ O       | Gut Vehr (Remise)          | Im Westen des Wirtschaftshofes gelegene, langgestreckte Remise, massiver Ziegelbau, freistehender Südwestgiebel mit Fensterband, Satteldach, errichtet zwischen 1930 und 1934. | 46713519 | BW   |
| Gut Vehr 52° 40′ 47″ N, 7° 56′ 14″ O       | Gut Vehr (Wohnhaus)        | Im Südwesten des Wirtschaftshofes gelegenes ein- bis zweigeschossiges Landarbeiterwohnhaus, über L-förmigem Grundriss, massiver Ziegelbau, hofseitig mit massivem, eingeschossigen Gebäudeteil, der den Eingangsbereich aufnimmt, Walmdach mit Schleppgaupen und kleinem Zwerchhaus östlich, errichtet zwischen 1930 und 1934.                                                                               | 46713376 | BW   |
| Gut Vehr 52° 40′ 46″ N, 7° 56′ 15″ O       | Gut Vehr (Remise)          | Im Süden des Wirtschaftshofes gelegene Remise, westlich an den Garagentrakt anschließend, massiver Ziegelbau, hofseitig geöffnet für die Lagerung von landwirtschaftlichem Gerät, Satteldach, errichtet zwischen 1930 und 1934. | 46713263 | BW   |
| Gut Vehr 52° 40′ 46″ N, 7° 56′ 17″ O       | Gut Vehr (Garage)          | Im Süden des Wirtschaftshofes gelegener langgestreckter Garagentrakt, massiver Ziegelbau, sechs Quereinfahrten, Satteldach, errichtet zwischen 1930 und 1934. | 46713022 | BW   |
| Gut Vehr 4 52° 40′ 46″ N, 7° 56′ 18″ O     | Gut Vehr (Wohnhaus)        | Im Südosten der Anlage und die südliche Bebauung des Wirtschaftshofes im Osten abschließendes zweigeschossiges Wohnhaus, massiver Ziegelbau, hofseitig über Eck geführtes kleines Fensterband, Walmdach, errichtet zwischen 1930 und 1934. Östlich ein Turm mit Kegeldach in den Baukörper integriert. Das Objekt wird auch als „Torhaus zum Schloss“ betitelt.                                              | 46709756 | BW   |